# لاله واژگون خاورمیانه
لاله واژگون خاورمیانه(نام علمی: Fritillaria uva-vulpis) نام یک گونه از سرده لاله واژگون است.